# Sant Salvador de Sabadell
Sant Salvador de Sabadell és una església historicista de Sabadell (Vallès Occidental) inclosa a l'Inventari del Patrimoni Arquitectònic de Catalunya.

## Descripció
Temple parròquia d'estil neoromànic amb alguns elements de gust gòtic. La composició està dominada per una torre quadrada exempta i un gran porxo d'accés. La façana està construïda amb pedra, és de paraments llisos i estructura compacte.
L'obra escultòrica és de Camil Fàbregas. Els temes dels capitells de la nau són religiosos, amb representació dels apòstols; els del cor amb àngels i músics; en el campanar els signes del zodíac i les quatre edats de l'home i en el claustre temes de Sabadell i un dedicat a la sardana.

## Història
L'edifici començà a construir-se l'any 1955. La pedra utilitzada és de les voravies de la ciutat, la dels capitells és pedra de Preixana.